# Amblypsilopus waiseai
Amblypsilopus waiseai är en tvåvingeart som beskrevs av Daniel J. Bickel 2006. Amblypsilopus waiseai ingår i släktet Amblypsilopus och familjen styltflugor.
Artens utbredningsområde är Fiji. Inga underarter finns listade i Catalogue of Life.